# اسکارویل (آلاسکا)
اسکارویل (به انگلیسی: Oscarville) شهری در ناحیه سرشماری بتل، آلاسکا ایالت آلاسکا است که جمعیت آن در سرشماری سال ۲۰۰۰ میلادی ۶۱ نفر بوده‌است.